# 貝尼延尼
36°34′31″N 4°12′28″E / 36.57528°N 4.20778°E

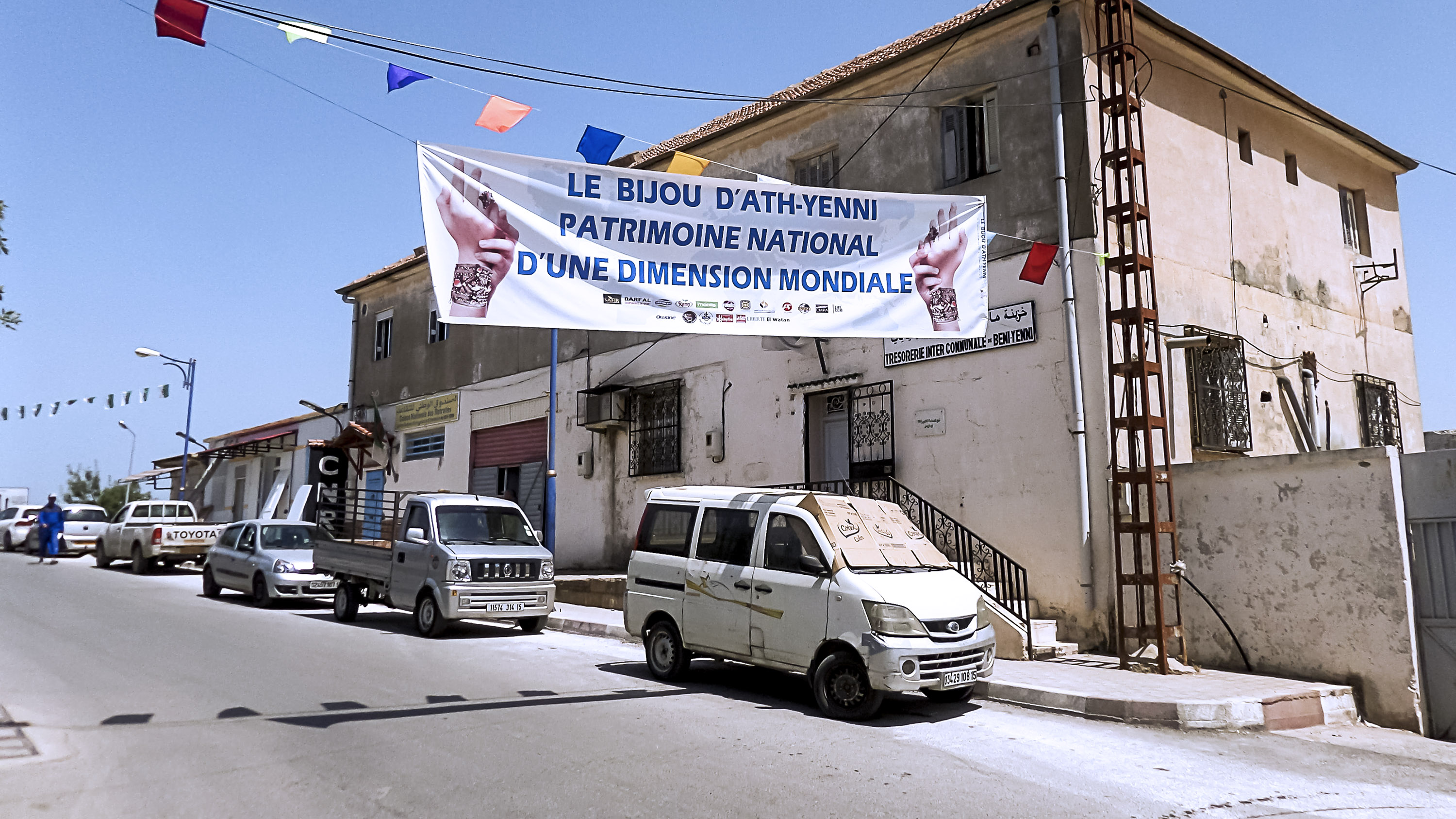
貝尼延尼

貝尼延尼（阿拉伯语：‎），是阿爾及利亞的城鎮，位於該國北部，由提濟烏祖省負責管轄，是貝尼延尼區的首府，面積34平方公里，2008年人口5,737，人口密度每平方公里168人。